# Златооке
Chrysopidae су породица инсеката мрежокрилаца који се називају златооке јер су им крупне очи златно-светлуцаве.

## Карактеристике
Представници ове породице су ситни или инсекти средње величине, мале главе и нежног тела. Тело им је жуте или зелене боје или је смеђе. Антене су им често дуже од тела. Оба пара крила су опнаста и готово једнаке величине. У косталном пољу крила налази се мање од 30 попречних нерава. Многе врсте производе веома непријатан и постојан мирис када су већ у ступњу имага. Ларве су вретенастог тела и мале главе, али са снажним вилицама. На телу имају брадавице са бодљама.

## Исхрана
Карниворе су. Хране се ситним инсектима, као што су биљне ваши, али једу и гриње и њихова јаја.